# Asedio de Dunkerque (1646)
El primer asedio de Dunkerque tuvo lugar entre el 7 de septiembre y el 11 de octubre de 1646. Dunkerque estuvo bajo el dominio español desde 1559. Para aumentar su fama militar, el comandante en jefe Luis II de Borbón, príncipe de Condé, decidió atacar y sitiar la ciudad.
Condé decidió aislar completamente la ciudad, tomando inicialmente Veurne y los fuertes que controlaban los canales circundantes el 7 de septiembre. Hizo construir puentes sobre estos para asegurar su comunicación. Unos días después, cuando terminó la contención, cerró las esclusas que los defensores habían abierto para inundar la zona. A pesar del mal tiempo, el almirante Maarten Tromp bloqueó el puerto con 10 buques de guerra holandeses y más tarde 15 fragatas de Normandía y Picardía y, por lo tanto, cortó los suministros. El gobierno español no hizo ningún intento serio por mantener la ciudad portuaria más grande del condado de Flandes. Después de que el parlamento rechazara la solicitud de apoyo británico (no querían entrar en conflicto con Francia en esta etapa de la guerra civil), la ciudad abrió sus puertas el 11 de octubre. La oposición de los defensores, aunque liderada con valentía y bien dirigida, se había vuelto desesperada.
Se difundió por toda Europa la noticia de que el peligroso nido de corsarios de Dunkerque, que durante mucho tiempo había obstaculizado el comercio marítimo holandés y francés y había sido una base importante de la armada española, estaba ahora en manos francesas. Los españoles recuperaron Dunkerque seis años después, el 10 de septiembre de 1652.